# Jan Arent Scholten
Jan Arent Scholten HZn (Delft, 7 februari 1792 - Rotterdam 26 januari 1876) was een landmeter en waterbouwkundige. Hij was de zoon van Hendrik Scholten en Catharina van Luijk Hij is gedoopt op 12 februari 1792. Hij trouwde achtereenvolgens met  Petronella van Ooijen, Cornelia Kater en Jannetje Wels. Zijn eerste twee echtgenotes zijn vroeg overleden (in 1820 en 1836). Hij was van 1817 tot 1863 "fabriek-landmeter en huisbewaarder" van het Hoogheemraadschap van Schieland te Rotterdam. 

## Droogmakerij Bleiswijk en Hillegersberg
In december 1833 was het slecht weer met veel regen, waardoor de boezem van Schieland heel vol stond.  Op 26 december werd een doorbraak geconstateerd en zijn door toedoen van Scholten onmiddellijk alle keersluizen en schotbalkkeringen in het gebied gesloten, waardoor de overstroming beperkt bleef. In zijn rapport over deze doorbraak analyseert hij wat er allemaal goed en fout ging, en uitgebreid beschreven in zijn Algemeen verslag van de doorbraak in de droogmakerij van Bleiswijk en Hilligersberg, voorgevallen den 26 sten December 1833. Bij deze publicatie hoort een kaart, die digitaal beschikbaar is in het Rotterdams Stadsarchief (ingekleurde versie van 1833).  

## Het Waterproject

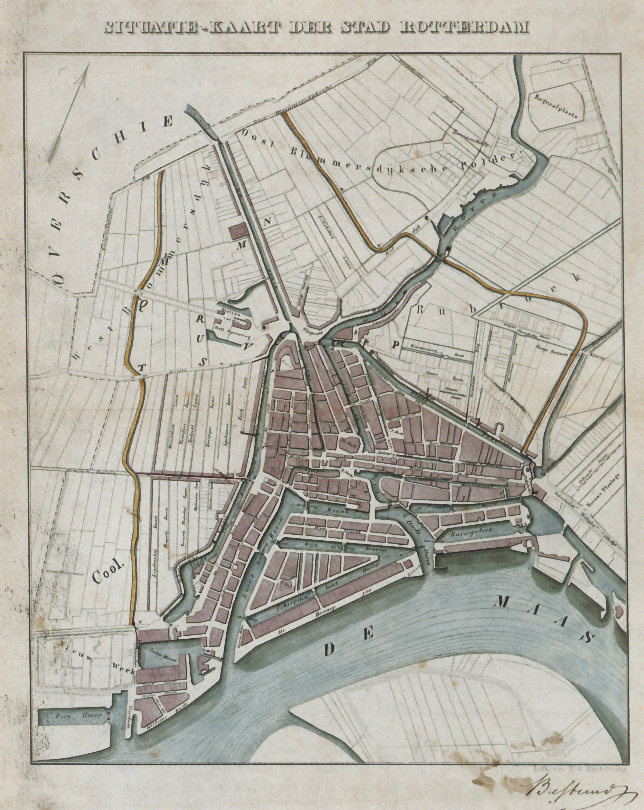
Waterproject 1854 - in oranje de nieuwe singels

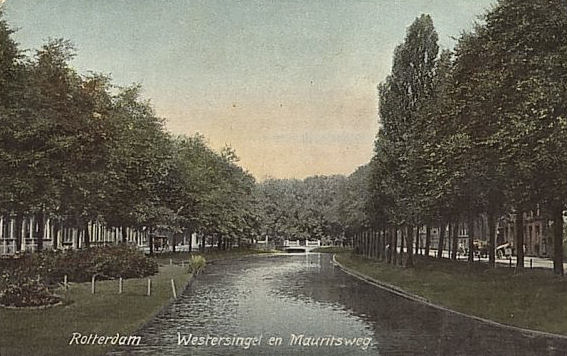
Westersingel in Rotterdam

Vanaf 1840 hield stadsarchitect Willem Rose zich bezig met de waterproblematiek. In 1841 ontwierp hij met landmeter Jan Arent Scholten een eerste en in 1854, na een nieuwe cholera-epidemie, een definitieve versie van het Waterproject: een stelsel van singels, dat zowel een hygiënische oplossing voor de doorspoeling van de stadswateren vormde als een structurerend element voor de stadsuitbreidingen. Daarnaast vormden de door landschapsarchitecten Jan David Zocher en diens zoon Louis Paul Zocher in landschapsstijl ontworpen singels de eerste openbare groenvoorzieningen. Voor het Waterproject werden twee singel-complexen in de polders rond de stad aangelegd, met aan het einde van de singels een gemaal. Vers water werd ingelaten vanuit de Nieuwe Maas. Dit water spoelde door de grachten en vaarten naar het lager gelegen polderniveau en werd via de gemalen weer teruggepompt in de Nieuwe Maas. Door het Waterproject verbeterde de kwaliteit van het oppervlaktewater in Rotterdam aanzienlijk en nam ook de stankoverlast af.    

## Waterafvoer Delfland
In 1846 schreef het Hoogheemraadschap van Delfland een prijsvraag uit om een oplossing te vinden voor de waterafvoer problemen van Delfland. Samen met Storm Buysing en Van der Kun was Scholten de jury hiervoor. Ze kwamen tot de conclusie dat geen van de inzendingen het probleem zou oplossen, en schreven hier een uitgebreide memorie over in 1850. Ze adviseerden om de boezem te verruimen en de obstakels (met name de bruggen in de watergangen) te verwijderen of te verruimen.

## De kade langs de Boompjes
Door de stadsarchitect Willem Rose (waarmee Scholten het waterproject had uitgevoerd) werd een kade langs de Boompjes ontworpen en uitgevoerd. Deze kade verzakte al vrij snel, en er werd r commissie benoemd door B&W van Rotterdam in 1854 om dit uit te zoeken. Leden van de commissie waren naast Scholten D.J. Storm Buysing, J.A. Beyerinck en A.G. Dekker, een aannemer uit Sliedrecht.  Dit rapport  was nadelig voor Rose, want B&W stelden in de raadsvergadering van 19 oktober 1854 voor, hem met ingang van 1 juni 1855 te ontslaan. 
De tekeningen die Scholten hiervoor maakte zijn beschikbaar in het Stadsarchief Rotterdam.

## Molenassen
Tot ca. 1835 waren molenassen gemaakt van massieve, dikke eiken balken. Deze hadden een beperkte levensduur. Er werd daarom gezocht naar vervanging door gietijzer. Rond 1800 werd bij de Nieuwkoopse Droogmakerij hiermee geëxperimenteerd, maar dit werkte niet want de belasting op de constructie was te groot.  In 1833 publiceert Scholten zijn “Beschrijving van gegoten gietijzeren molenassen met gekoppelde roeden”.  In 1834 wordt als proef een ijzeren as gestoken in een der Hogeboezem-molens van Schieland, maar ook die bleek niet succesvol. Een iets andere versie van deze as, gemaakt op de werf van de NSBM (Nederlandse Stoomboot Maatschappij) van ir. Gerhard Moritz Roentgen was wel succesvol.
- International Standard Name Identifier: 0000 0003 9669 6227
- Nederlandse Thesaurus van Auteursnamen: 145621944
- Virtual International Authority File: 291684542